# Emily Erdbeer
Emily Erdbeer (im englischen Original Strawberry Shortcake) ist eine Figur und Franchise der Glückwunschkartenfirma American Greetings. Neben der Verwendung auf Glückwunschkarten wurden später auch Puppen, Poster und zahlreiche andere Produkte durch Lizenznehmer angeboten; die Produktlinie wurde zudem um die Freunde und Haustiere der Figur erweitert. 

## Geschichte
Die Figur und ihre Katze wurde 1977 von Muriel Fahrion entworfen, die zu der Zeit als Illustratorin von Grußkarten bei American Greetings arbeitete. 32 weitere Figuren kamen hinzu, wobei jede mit einem alliterierenden Namen nach einem Dessert oder einer Frucht benannt war, dazu passende Kleidung trug und ein ebenso nach Früchten oder Nachspeisen benanntes Haustier hatte. Fahrion entwarf auch eine Stoffpuppe von Emily Erdbeer, die Ausgangspunkt einer neuen Produktlinie wurde. Die Haare der Puppen waren mit einem zu ihrem Namen passenden Duft versehen.
American Greetings startete die Produkte 1980 mit einem Werbebudget von 2,5 Millionen US-Dollar. Eine Besonderheit bestand darin, dass die Markteinführung – anders als zu der Zeit üblich – nicht durch Comics oder Filme vorbereitet worden war. In den folgenden Jahren wurde Emily Erdbeer zu einem Fad junger Mädchen in den USA. Bis 1983 waren über 1000 Emily-Erdbeer-Produkte erschienen, von Sammelalben über Bekleidung bis hin zu Vorhängen und Cerealien, später auch ein Computerspiel für den Atari 2600. Schon bevor die Marke ein Jahr alt war, waren Waren im Wert von 100 Millionen US-Dollar verkauft; am dritten Geburtstag der Marke erreichten sie einen Wert von über 1 Milliarde US-Dollar. Den Figuren wurde zwischen 1980 und 1985 jedes Jahr ein Zeichentrickfilm gewidmet. Danach ließ die Begeisterung für das Phänomen nach.
1991 versuchte der Spielzeughersteller THQ die Marke mit einer neu überarbeiteten Produktlinie von Emily-Erdbeer-Puppen (Emily und fünf ihrer Freundinnen) wiederzubeleben, doch wurde die Produktion bereits nach einem Jahr eingestellt.
Ein weiterer Neustart wurde 2003 versucht. Die Figuren wurden neu designt und von Lizenznehmern vor allem in Filmen (beispielsweise Emily Erdbeer – Beerige Weihnachten) auf DVDs und VHS-Kassetten sowie in Computerspielen verwertet. Ab 2006 wurden außerdem durch den Spielzeughersteller Playmates Toys Figuren angeboten, und der Zeichentrickfilm Strawberry Shortcake: The Sweet Dreams Movie kam in die Kinos. Diesem Neustart war größerer Erfolg beschieden: Zwischen 2003 und 2007 gab American Greetings die Marke an über 300 Lizenznehmer ab und nahm mit der Figur über 2 Milliarden US-Dollar ein (bis 2008 über 2,5 Milliarden). Mit den (1983 gestarteten) Glücksbärchis war Emily Erdbeer damit die erfolgreichste Marke von American Greetings. Penguin Books verkaufte im gleichen Zeitraum 11 Millionen Bücher von 70 Titeln mit der Figur.
2008 gab Playmates Toys die Lizenz für die Herstellung von Spielzeug zu Emily Erdbeer an Hasbro ab. Die neuen Figuren kamen zeitgleich mit dem Film Strawberry Shortcake Movie: Sky's The Limit heraus.